# Ministério da Informação (Estado da Palestina)
| Ministério da Informação do Estado da Palestina |                                              |
| Criação                                         | 1994 (31 anos)                               |
| Atual ministro                                  | Nabil Abu Rudeineh (agosto de 2018-presente) |

O Ministério da Informação do Estado da Palestina é o ministério responsável pelas pesquisas eleitorais, mídia do governo e tem o papel de assessorar o primeiro-ministro do país.

## Funções
É o ministério responsável por acompanhar as autorizações de trabalho para as instituições de produção e transmissão de mídia nacionais e estrangeiras, concedendo cartões de imprensa aos profissionais de mídia palestinos e estrangeiros que trabalham nos territórios palestinos e facilitando o trabalho dos membros das delegações de imprensa, incluindo residentes e visitantes, organizando visitas de campo na Palestina e coordenando suas reuniões com oficiais de governo, bem como emitindo boletins informativos periódicos e não periódicos apresentando aspectos da causa palestina e produzindo documentários e filmes táticos e pôsteres sobre eventos nacionais.  

## Ministros
| Nº                              | Imagem            | Nome               | Órgão                              | Início                  | Fim                    | Partido                                                                  |
| ------------------------------- | ----------------- | ------------------ | ---------------------------------- | ----------------------- | ---------------------- | ------------------------------------------------------------------------ |
| 1                               | Yasser Abed Rabbo | Yasser Abed Rabbo  | Ministério da Cultura e Informação | 5 de março de 1994      | 30 de março de 2003    | União Democrática Palestina (Organização para a Libertação da Palestina) |
| 2                               | Nabil Amr         | Nabil Amr          | Ministério da Informação           | 30 de março de 2003     | 7 de outubro de 2003   | Fatah                                                                    |
| 3                               | Ahmed Qurei       | Ahmed Qurei        | Ministério da Informação           | 7 de outubro de 2003    | 27 de setembro de 2004 | Fatah                                                                    |
| 4                               | Nabil Shaath      | Nabil Shaath       | Ministério da Informação           | 24 de fevereiro de 2005 | 27 de março de 2006    | Fatah                                                                    |
| 5                               | Yousef Rizqa      | Yousef Rizqa       | Ministério da Informação           | 27 de março de 2006     | 17 de março de 2007    | Hamas                                                                    |
| 6                               | Mustafa Barghouti | Mustafa Barghouti  | Ministério da Informação           | 17 de março de 2007     | 14 de junho de 2007    | Iniciativa Nacional Palestina                                            |
| 7                               | Riyad al-Maliki   | Riyad al-Maliki    | Ministério da Informação           | 13 de julho de 2007     | 18 de maio de 2009     | Frente Popular para a Libertação da Palestina                            |
| Extinto em 19 de maio de 2009   |                   |                    |                                    |                         |                        |                                                                          |
| Reconstituído em agosto de 2018 |                   |                    |                                    |                         |                        |                                                                          |
| 8                               |                   | Nabil Abu Rudeineh | Ministério da Informação           | agosto de 2018          | atualmente             | Independente                                                             |